# Sten Nadolny
Sten Nadolny (Zehdenick, 1942. július 29.) német író. Szülei, Burkhard és Isabella Nadolny, szintén írók voltak. Legsikeresebb műve A lassúság felfedezése (Die Entdeckung der Langsamkeit) című bestseller.

## Életpályája

### Származása és ifjúsága
Sten Nadolny íróházaspár gyermekeként született. Chiemingben, a Chiemsee mellett nőtt fel, ahol anyai nagyapja, a festő Alexander Peltzer 1932-ben abban az utcában építette fel házát, amelynek neve most Isabella-Nadolny-Weg. Apja, Burkhard Nadolny, Rudolf Nadolny diplomata fia, a Gruppe 47 csoporthoz tartozó író, akinek művei ugyanakkor soha nem találtak komolyabb visszhangra. Édesanyja, Isabella Nadolny családregények szerzőjeként jóval sikeresebb pályát futott be. 
Sten Nadolny semmiképpen sem akart szülei pályájára lépni. Ugyanakkor már ifjúkorában komolyan foglalkoztatta a brit sarkkutató, John Franklin élete ‒ ő lett később a legsikeresebb regényének főhőse.

### Tanulmányai
A Traunsteinben letett érettségi után Nadolny tartalékos tiszti kiképzésre jelentkezett a müncheni Heeresoffizierschule III tisztiiskolába. Ezt követően középkori és újkori történelmet, valamint politológiát hallgatott Münchenben, Tübingenben, Göttingenben és Berlinben. Szakdolgozatát Abrüstungsdiplomatie 1932/33 (Leszerelési diplomácia 1932/33) címmel a berlini Freie Universitäten védte meg 1976-ban. Nagyapja, Rudof Nadolny vezette a német küldöttséget a Népszövetség Leszerelési Konferenciáján Genfben 1932–33-ban. Egyetemi tanulmányai alatt Nadolny kapcsolatba került a hatvanas évek diákmozgalmaival, amelyek eszméit eleinte magáévá tette, majd radikalizálódásukat követően határozottan elutasította. 
Tanulmányait követően történelemoktatási referensként (Studienrat) dolgozott Berlin Spandau kerületében. A tanári pályát hamarosan elhagyta, hogy némi kitérő után ‒ átmenetileg taxizott, majd nevelő volt az egyik börtönben ‒ 1977-ben a filmszakmában helyezkedjen el. Felvételvezetőként részt vett az Octopussy című James Bond-film Berlinben játszódó jeleneteinek forgatási munkáiban. Nadolny filmrendező szeretett volna lenni, de közben ösztöndíjat kapott egy filmforgatókönyv expozéjának megírására. A tervezett film, a Hálózati térkép (Netzkarte) végül nem jött létre, helyette Nadolny az anyagot legelső regényében dolgozta fel.  

### Irodalmi munkássága
Első komolyabb irodalmi megmérettetése az volt, amikor 1980-ban, 38 évesen elindult az Ingeborg Bachmann-versenyen. A Koppenhága, 1801 című írását olvasta fel, amely nem más, mint a három évvel később megjelenő bestseller, A lassúság felfedezése ötödik fejezete. A könyv John Franklin sarkkutató életére alapozva egy olyan ember pályafutását meséli el, aki összehasonlíthatatlanul lassúbb, mint környezetében bárki, és lassúsága ellenére, vagy éppen annak köszönhetően híres kapitány és felfedező válik belőle. Nadolny elnyerte az Ingeborg Bachmann-díjat, a vele járó 100 000 osztrák schillinget azonban felosztotta a verseny résztvevői között, hogy ‒ saját szavaival ‒ senkiben se maradjon tüske („um den Wettbewerb zu entbitternˮ).  
Még A lassúság felfedezése előtt, 1981-ben jelent meg Nadolny első kötete, a Netzkarte (Vasúti bérlet). Főszereplője Ole Reuter, a 30 éves oktatási referens, aki egy hónapos utazást tesz a Bundesbahn, a német szövetségi vasutak vonalain. A szerző 18 évvel később az Er oder ich (Ő vagy én) című regényében újra életre keltette a már kissé korosodó főhőst. E két mű születése közé esik két további regény megjelenése: az 1980-ban kiadott Selim oder Die Gabe der Rede (Szelim, avagy A szónoklás tehetsége), egy, az akkori NSzK korrajza, amelynek főszereplői Alexander, egy német fiatalember és Selim, a török vendégmunkás; valamint az 1994-es Ein Gott der Frechheit (A szemtelenség istene), amelyben az író a mitológiai Hermészt helyezte át a jelenbe.  
A 2003-as Ullsteinroman (Ullstein-regény) az Ullstein család és az Ullstein kiadóvállalat történetét dolgozza fel. A 2009-ben megjelenő Putz- und Flickstunde. Zwei kalte Krieger erinnern sich (Fegyvertisztítás, ruhajavítás. A hidegháború két harcosának emlékei) című könyvben két sikeres író, Sten Nadolny és Jens Sparschuh számol be a nyugat-, illetve keletnémet hadseregben szerzett katonaélményeikről.   
2012-ben jelent meg az újabb Nadolny-regény, a Weitlings Sommerfrische (Weitling nyaralója), amelynek nyugdíjas bíró főszereplője időutazást tesz saját fiatalkorába. A műben Nadolny számos önéletrajzi részletet dolgozott fel: mind Weitling, a főhős, mind Nadolny Berlinben és a Chiemsee mellett él.   
2017-ben adta ki a Piper kiadó Nadolny legújabb művét, a Das Glück des Zauberers-t (A varázsló boldogsága). „Minden varázslatban új kezdet lakozik“ – ezzel a bölcsességgel indítja el pályáján tanítómestere Pahrocot, a fiatal varázslót. A tanonc hamarosan elsajátítja mesterségét, képes átjárni a falon, másodpercekre acéllá változni – többek között ezeknek a képességeknek köszönhetően éli túl a világégéseket. 106 évesen az a legnagyobb gondja, hogyan adhatná át tudását unokájának, Mathildának. Elhatározza, hogy leírja számára az életét. Feljegyzései saját korát, a XX. század történetét vetítik az olvasó elé egy sokat tapasztalt, bölcs ember visszaemlékezésein keresztül.   
Nadolny tagja a Nemzetközi PEN Club német tagozatának, a PEN-Zentrum Deutschlandnak.  

## Könyvei
- 1978: Abrüstungsdiplomatie 1932/33: Deutschland auf der Genfer Konferenz im Übergang von Weimar zu Hitler. Tuduv-Studien, München. ISBN 3-88073-066-0
- 1981: Netzkarte. List, München. ISBN 3-471-78220-6
- 1983: Die Entdeckung der Langsamkeit (A lassúság felfedezése) Piper, München. ISBN 3-492-02828-4
- 1990: Selim oder Die Gabe der Rede. Piper, München. ISBN 3-492-02978-7
- 1990: Das Erzählen und die guten Absichten: Münchner Poetikvorlesungen im Sommer 1990. Piper, München. ISBN 3-492-11319-2
- 1994: Ein Gott der Frechheit. Piper, München. ISBN 3-492-03700-3
- 1999: Er oder ich: Roman. Piper, München. ISBN 3-492-04165-5
- 2001: Das Erzählen und die guten Ideen: die Göttinger und Münchener Poetik-Vorlesungen. Piper, München. ISBN 3-492-23433-X
- 2003: Ullsteinroman. Ullstein, München. ISBN 3-550-08414-5
- 2004: Deutsche Gestalten. (Hartmut von Hentiggel közösen (Eds.)) dtv, München. ISBN 3-423-13218-3
- 2009: Putz- und Flickstunde. Zwei Kalte Krieger erinnern sich. (Jens Sparschuh-val közösen) Piper, München. ISBN 978-3-492-05230-6
- 2012: Weitlings Sommerfrische. Piper, München. ISBN 978-3-492-05450-8
- 2017: Das Glück des Zauberers. Piper, München. ISBN 978-3-492-05835-3

### Magyarul
- A lassúság felfedezése; ford. Lengyel Gábor; Fekete Sas Kiadó, Bp., 2008 ISBN 978-615-5568-51-0

## Kitüntetései
- 1980: Ingeborg Bachmann-díj
- 1985: Hans Fallada-díj
- 1986: Premio Vallombrosa
- 1995: Ernst Hoferichter-díj
- 2004: Jakob Wassermann irodalmi díj
- 2005: Mainzer Stadtschreiber
- 2010: Weilheimer irodalmi díj